# Краківський альманах на 1474 рік

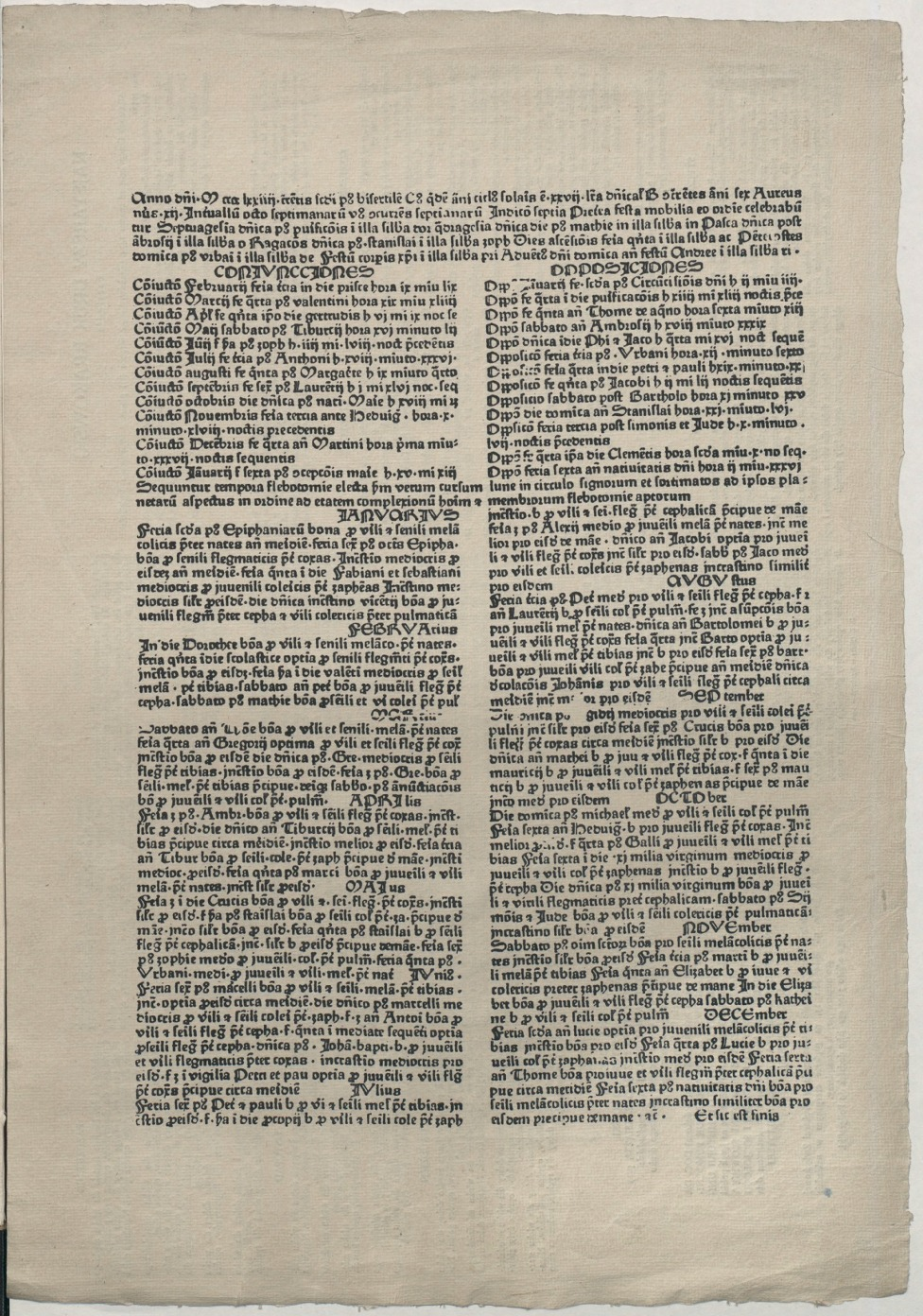
Єдиний збережений примірник Almanach Cracoviense ad annum 1474

Almanach Cracoviense ad annum 1474 (Краківський альманах на 1474 рік) — астрономічний та астрологічний настінний календар на 1474 рік, найстаріший відомий друкований документ, створений у Польщі, та найстаріший друкований календар у Польщі. Його виданням розпочалася історія друкарства в Польщі.

## Історія
Ця інкунабула, також відома як Calendarium Cracoviense (Краківський календар), була надрукована в Кракові в 1473 році Каспером Штраубе, мандрівним друкарем з Баварії, який працював у Кракові з 1473 по 1476 рік. Календар був надрукований з одного боку паперу готичним шрифтом. Питання про авторство самого тексту залишається невирішеним. Згідно з дослідженнями Людвіка Біркенмайєра, Альманах був створений анонімним краківським астрономом, найімовірніше Пйотром Гашовцем.
На момент публікації технології рухомого друку було лише 20 років і вона була майже повністю обмежена Німеччиною. Німецькі друкарі 1470-х років поширили друкарський верстат у Європі. На початку 1470-х років книгодрукування з'явилося у Франції та Нідерландах, а після 1473 року - в Англії та Іспанії.
Єдиний збережений примірник Краківського альманаху має розмір 37 см х 26,2 см. Він знаходиться в колекції Ягеллонської бібліотеки і зберігається разом з іншими цінними колекціями в бібліотечній скарбниці. Його було знайдено у 1844 році (до 26 травня) під час ремонтних робіт у Колегіумі Маюс у приміщеннях Ягеллонської бібліотеки. Переносячи шафи, за однією з них робітники знайшли запорошений відбиток  . Перша згадка про нього того ж року була опублікована в "Liber benefactorum Bibliothecae Universitatis Cracoviensis", де наведено відомості про подарунок краківським друкарем Ципсером золотих оправ для оправи гравюри. Зміст альманаху та його відтворення вперше опублікував Ігнацій Полковський у праці "Невідомий краківський друк в XV столітті" (1880). У 1974 році з нагоди 500-річчя друкарства в Польщі було видано друковане факсиміле.

## Зміст
Альманах надрукований в дві колонки латинською мовою. Як і в інших альманахах і календарях того періоду, тут подано церковні свята, астрономічні дані та медичні поради.
Текст поділено на частини:
1. Перша частина займає всю ширину колонки та містить дані про сонячний цикл, з’єднання та опозиції Сонця та Місяця, список рухомих свят [3].
2. Поділені на дві колонки, Coniunctiones (молодики) подано ліворуч, а Oppositiones (повні місяці) для 1474 і початку 1475 років праворуч. Вказується не тільки година, а й хвилина виникнення явища.
3. Третя частина знову займає всю ширину аркуша і є поясненням наступної частини (2 рядки).
4. У двох колонках, розділених на окремі місяці року, подано інформацію про найкращий час для кровопускання залежно від віку пацієнта та захворювання.

## Назва
Назву Almanach Cracoviense ad annum 1474 дав календарю Кароль Естрайхер, який опублікував інформацію про нього в «Польській бібліографії XV і XVI століть», виданій у 1878 році. Використовуються й інші назви: Астрономічно-астрологічний медичний календар на 1474 рік  і Краківський календар на 1474 рік.